# رودي بايبر
رودي بايبر (17 أبريل 1954 - 31 يوليو 2015) (بالإنجليزية: Roderick George Toombs)‏ هو ممثل ومُصارع امريكي عضو قاعة مشاهير دبليو دبليو اي اياد هوام
روديريك جورج طومبس هو مصارع اسكتلندي في الأصل ولكنه حاصل على الجنسية الكندية، حصل عدة القاب متنوعة في عدة اتحادات.

## روابط خارجية
- رودي بايبر على موقع دبليو دبليو إي (الإنجليزية)
- رودي بايبر على موقع WrestlingData.com (الإنجليزية)
- رودي بايبر على موقع CageMatch worker (الإنجليزية)
- رودي بايبر على موقع قاعدة بيانات المصارعة على الإنترنت (الإنجليزية)
- رودي بايبر على موقع عالم المصارعة على الإنترنت (الإنجليزية)
- رودي بايبر على موقع عالم المصارعة على الإنترنت (الإنجليزية)

رودي بايبر على موقع IMDb (الإنجليزية)
- رودي بايبر على موقع ألو سيني (الفرنسية)
- رودي بايبر على موقع ميوزك برينز (الإنجليزية)
- رودي بايبر على موقع أول موفي (الإنجليزية)
- رودي بايبر على موقع قاعدة بيانات الأفلام السويدية (السويدية)
- رودي بايبر على موقع إن إن دي بي (الإنجليزية)
- رودي بايبر على موقع ديسكوغز (الإنجليزية)
- رودي بايبر على موقع قاعدة بيانات الفيلم (الإنجليزية)
- رودي بايبر على موقع كينوبويسك (الروسية)